# Migmocera flavicauda
Migmocera flavicauda är en skalbaggsart som först beskrevs av Bates 1885.  Migmocera flavicauda ingår i släktet Migmocera och familjen långhorningar.
Artens utbredningsområde är Guatemala. Inga underarter finns listade i Catalogue of Life.